# Neorhine
Neorhine là chi thực vật có hoa trong họ Aizoaceae.